# Холльман, Юри
Юри Холльман (нем. Juri Hollmann род. 30 августа 1999, Берлин) — немецкий профессиональный  шоссейный велогонщик, выступающий с 2020 года за команду мирового тура «Movistar Team».

## Достижения
2016
1-й  Чемпион Германии по трековым велогонкам — Командная гонка преследования (юниоры)
2-й  Чемпионат Германии по трековым велогонкам — Индивидуальная гонка преследования (юниоры)
2017
4-й Чемпионат мира — Индивидуальная гонка (юниоры)
2018
3-й  Чемпионат Германии — Командная гонка с раздельным стартом
6-й Прогулка по тропе майора Хубаля — Генеральная классификация
2019
3-й  Чемпионат Германии — Индивидуальная гонка U23